# Blackstone Building (Tyler)

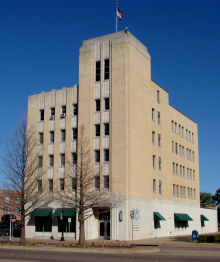
Das Blackstone Building
(Ansicht von Südwesten)

Das Blackstone Building ist ein Bürohochhaus im Zentrum der texanischen Stadt Tyler. Es wurde 1938 nach Plänen des aus Fort Worth stammenden Architekten Preston M. Geren im Art-déco-Stil errichtet.

## Geschichte
Das drei Blocks nördlich des Stadtzentrums an der Broadway Avenue errichtete Bürogebäude entstand Ende der 1930er Jahre in der Ära des Ölbooms in Osttexas. Um dem dringenden Bedarf an Büroflächen nachzukommen, finanzierte der in Tyler ansässige Geschäftsmann Edmond P. McKenna den Bau. Der beauftragte Architekt Preston M. Geren schuf einen fünfstöckigen Ziegelbau dessen markanter Eckturm an der Südwestseite die städtebauliche Lage an einer der Hauptstraßen im Zentrum der Stadt betont. Seinen Namen erhielt das Gebäude vom benachbarten, 1985 eingestürzten Blackstone Hotel.
Nach Fertigstellung beherbergte es unter anderem Büros von Ölfirmen, Geologen, Anwälten und Ingenieuren. Bis in die 1950er Jahre diente es zudem als Standort für den Union Bus Terminal. Heute ist das Gebäude Sitz der Handelskammer der Stadt Tyler (Tyler Chamber of Commerce).
Das Blackstone Building ist eines von zwei im Art déco errichteten Bürogebäuden in Tyler. Am 14. Juni 2002 wurde es in das National Register of Historic Places aufgenommen.